# Barbodes carnaticus
Barbodes carnaticus är en fiskart som först beskrevs av Jerdon, 1849.  Barbodes carnaticus ingår i släktet Barbodes och familjen karpfiskar. IUCN kategoriserar arten globalt som livskraftig. Inga underarter finns listade.

## Bildgalleri

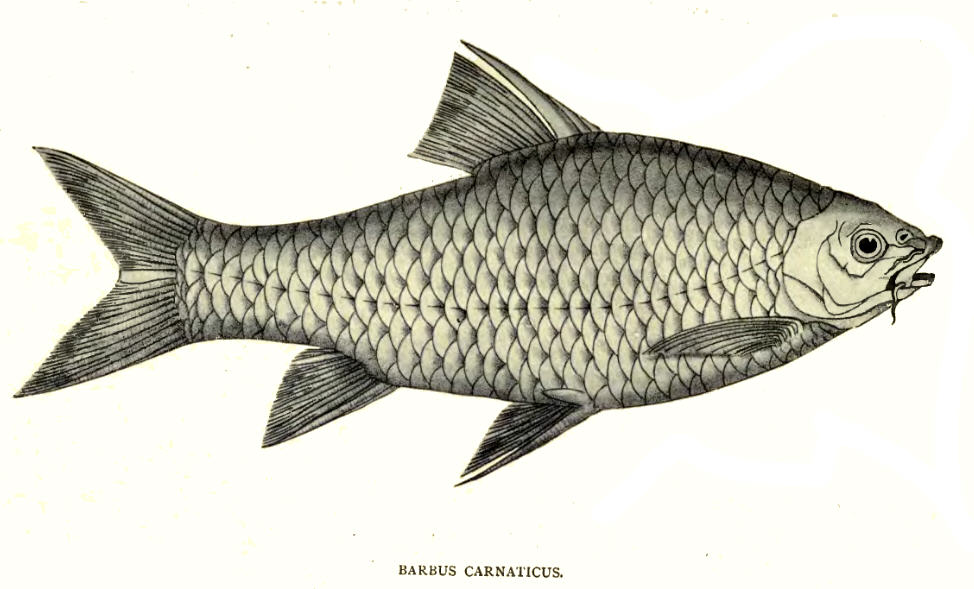